# Skórzyn
Skórzyn (em alemão:  Skyren, 1937-45 Teichwalde) é uma aldeia com 260 habitantes situada na comuna (gmina) de Maszewo, Krosno Odrzańskie, voivodato de Lubusz, na parte ocidental da Polónia. Fica situada aproximadamente a 10 km a nordeste de Maszewo, 11 km a noroeste de Krosno Odrzańskie. Antes de 1945 esta região era parte da Alemanha. O antigo chanceler Leo von Caprivi faleceu nesta aldeia a 6 de Fevereiro de 1899.